# Borneanapis
Borneanapis là một chi nhện trong họ Anapidae.